# Чисаго-Сіті (Міннесота)
Чисаго-Сіті (англ. Chisago City) — місто (англ. city) в США, в окрузі Чисаго штату Міннесота. Населення — 5558 осіб (2020).

## Географія
Чисаго-Сіті розташоване за координатами 45°20′44″ пн. ш. 92°54′40″ зх. д. / 45.34556° пн. ш. 92.91111° зх. д. (45.345622, -92.911037).  За даними Бюро перепису населення США в 2010 році місто мало площу 38,82 км², з яких 32,44 км² — суходіл та 6,38 км² — водойми.

## Демографія
Згідно з переписом 2010 року, у місті мешкало 4967 осіб у 2051 домогосподарстві у складі 1306 родин. Густота населення становила 128 осіб/км².  Було 2209 помешкань (57/км²).
Расовий склад населення:
| - 96,7 % — білих - 0,6 % — чорних або афроамериканців - 0,6 % — азіатів - 0,5 % — корінних американців - 0,1 % — вихідців з тихоокеанських островів |

До двох чи більше рас належало 1,1 %. Частка іспаномовних становила 1,7 % від усіх жителів.
За віковим діапазоном населення розподілялося таким чином: 22,7 % — особи молодші 18 років, 57,1 % — особи у віці 18—64 років, 20,2 % — особи у віці 65 років та старші. Медіана віку мешканця становила 43,3 року. На 100 осіб жіночої статі у місті припадало 93,7 чоловіків;  на 100 жінок у віці від 18 років та старших — 90,1 чоловіків також старших 18 років.
Середній дохід на одне домашнє господарство  становив 79 924 долари США (медіана — 71 875), а середній дохід на одну сім'ю — 99 824 долари (медіана — 87 250). Медіана доходів становила 61 934 долари для чоловіків та 43 218 доларів для жінок. За межею бідності перебувало 5,4 % осіб, у тому числі 0,0 % дітей у віці до 18 років та 2,4 % осіб у віці 65 років та старших.
Цивільне працевлаштоване населення становило 2377 осіб. Основні галузі зайнятості: роздрібна торгівля — 18,1 %, освіта, охорона здоров'я та соціальна допомога — 17,6 %, виробництво — 12,9 %, будівництво — 9,3 %.